# The End of Nightmare
The End of Nightmare es el cuarto EP en coreano del grupo femenino de Corea del Sur Dreamcatcher. Fue lanzado el 13 de febrero de 2019 por Happy Face Entertainment (posteriormente llamado Dreamcatcher Company) y Genie Music. El álbum contiene seis pistas, incluido el sencillo principal titulado «Piri».

## Antecedentes y lanzamiento
El 13 de enero de 2019, fue lanzado el sencillo «Over the Sky» como adelanto en una transmisión especial a través de la plataforma V Live antes del segundo aniversario del debut de Dreamcatcher, y se anunciaron los planes para un regreso en febrero. Esto se hizo oficial el 28 de enero, y el mismo día, se lanzó un adelanto llamado 'Mystery Code #1', una foto de un teléfono de marcación con la letra "P" en él. El día 29, al día siguiente, se publicó 'Mystery Code #2', una foto de un reloj antiguo con la letra "I" resaltada en rojo. A continuación, el 'Mystery código #3' vino con una foto de un espejo roto con la letra "R" en él, y finalmente el 'Mystery Código #4', una foto de una muñeca con una "I" en la suela del zapato, que fue lanzado el 31 de enero. A medida que fue lanzado, se reveló el título de la canción principal, que sería «Piri».
El 1 de febrero, el calendario de regreso se publicó en sus redes sociales oficiales, y se publicaron fotos teaser en dos versiones separadas para cada versión del álbum, "Stability" e "Instability". En primer lugar, en el teaser de la versión "Stability", filmado con luz roja, se lanzaron una foto individual y una foto grupal el 5 de febrero. Para el adelanto de la versión "Instability", el 6 de febrero se publicó una foto individual y el 7 de febrero se publicó una foto de grupo.
El 8 de febrero, un adelanto en vídeo se publicó en YouTube. Luego, un vídeo medley destacado fue lanzado el 11 de febrero. Finalmente, el 12 de febrero, un día antes del lanzamiento del álbum, se lanzó el teaser del vídeo musical de la canción principal.

## Composición y letras
El sencillo principal, «Piri», fue compuesto, escrito y arreglado por Ollounder y LEEZ, habituales productores del grupo. A cargo de ellos estuvo la escritura y composición de todas las otras pistas del álbum, excepto en las canciones «And There Was No One Left» y «Daydream», en donde colaboró en su producción musical Kim Jun-hyeok.
«Piri» es una canción completamente rock, con un sonido mucho más pesado que sus anteriores trabajos, en la que el instrumento principal es una flauta, que le da el nombre a la canción (Piri en coreano). La canción junto con el vídeo musical cuentan la historia de las chicas atrapadas en una pesadilla de la que tratan de escapar desesperadamente, todo ello bajo una atmósfera tétrica de laberintos interminables y juguetes siniestros, todo esto junto a una dinámica coreografía.

## Recepción de la crítica
Fabiola Giesseler del sitio web Kmagazine señaló sobre el álbum que «Desde el intro de apertura, hasta Daydream, las chicas de Happy Face Entertainment hacen una interesante transición, desde un sonido poderoso característico de ellas, hasta culminar con un tema soñador. Sin duda, Dreamcatcher ha demostrado un lado único y diverso, capaz de adaptarse a nuevos estilos y explotar sus talentos».
El sitio web All Kpop indicó en su reseña que «La pista "Intro" ayuda a establecer el tono del álbum. Es siniestro, misterioso y encaja perfectamente con el tema de terror que han utilizado desde sus inicios. Luego "Piri" comienza con un presagio de guitarra, y luego está dominado por guitarras eléctricas y una flauta persistente en todo momento... Las mismas voces feroces por las que son conocidas, ahora tenemos la próxima joya de la corona de Dreamcatcher».

## Lista de canciones
| CD    |                             |                                |                                |                                |          |  |
| N.º   | Título                      | Letras                         | Música                         | Arreglos                       | Duración |  |
| 1.    | «Intro»                     |                                | LEEZ, Ollounder                | LEEZ, Ollounder                | 1:07     |  |
| 2.    | «Piri»                      | LEEZ, Ollounder                | LEEZ, Ollounder                | LEEZ, Ollounder                | 3:27     |  |
| 3.    | «Diamond»                   | LEEZ, Ollounder                | LEEZ, Ollounder                | LEEZ, Ollounder                | 3:22     |  |
| 4.    | «And There Was No One Left» | LEEZ, Ollounder                | LEEZ, Ollounder, Kim Jun-hyeok | LEEZ, Ollounder, Kim Jun-hyeok | 2:53     |  |
| 5.    | «Daydream»                  | LEEZ, Ollounder, Kim Jun-hyeok | LEEZ, Ollounder, Kim Jun-hyeok | LEEZ, Ollounder, Kim Jun-hyeok | 3:32     |  |
| 6.    | «Piri» (instrumental)       |                                | LEEZ, Ollounder                | LEEZ, Ollounder                | 3:27     |  |
| 17:48 |                             |                                |                                |                                |          |  |

## Posicionamiento en listas
| Lista (2019)                     | Mejor posición |
| -------------------------------- | -------------- |
| Corea del Sur (Gaon Album Chart) | 3              |

| Lista (2019)                     | Mejor posición |
| -------------------------------- | -------------- |
| Corea del Sur (Gaon Album Chart) | 7              |

## Historial de lanzamiento
| País          | Fecha                 | Formato                     | Sello                                 |
| ------------- | --------------------- | --------------------------- | ------------------------------------- |
| Corea del Sur | 13 de febrero de 2019 | Descarga digital, streaming | Happy Face Entertainment, Genie Music |
| Corea del Sur | 18 de febrero de 2019 | CD                          | Happy Face Entertainment, Genie Music |